# 愛宕社の火祭り
愛宕社の火祭り（あたごしゃのひまつり）は、富山県魚津市で毎年1月26日に開催される祭りである。火消しのまといに似せた御幣（ごへい）を燃やし、1年間の火の用心と家内安全及び無病息災を祈る。祭りの前になると、地区ごとに祭りで使う御幣を作り、それを立てておくという風習がある。なお2007年（平成19年）には、「とやまの文化財百選（とやまの年中行事百選部門）」に選定されている。
『愛宕社』と称しているが、実際は愛宕社ではなく魚津神社で行われている。これは元々魚津市立大町小学校の敷地内にあった愛宕社が1966年（昭和41年）に魚津神社と合併したためである。